# Kilkenny
Kilkenny (Cill Chainnigh em irlandês) é uma cidade da Irlanda e é situada no condado de Kilkenny. Possui 22.179 habitantes (censo de 2006).
Cidade natal de James O'Neill, pai de Eugene O'Neill. É uma cidade especializada no artesanato e design, albergando o Design & Crafts
Council of Ireland e a National Craft Gallery.

## Equipamentos
- National University of Ireland (Maynooth) Kilkenny Campus

## Cultura
A cidade alberga vários festivais de importância internacional, destacando-se o Kilkennomics e o Cat Laughs Comedy Festival.